# Harcourt

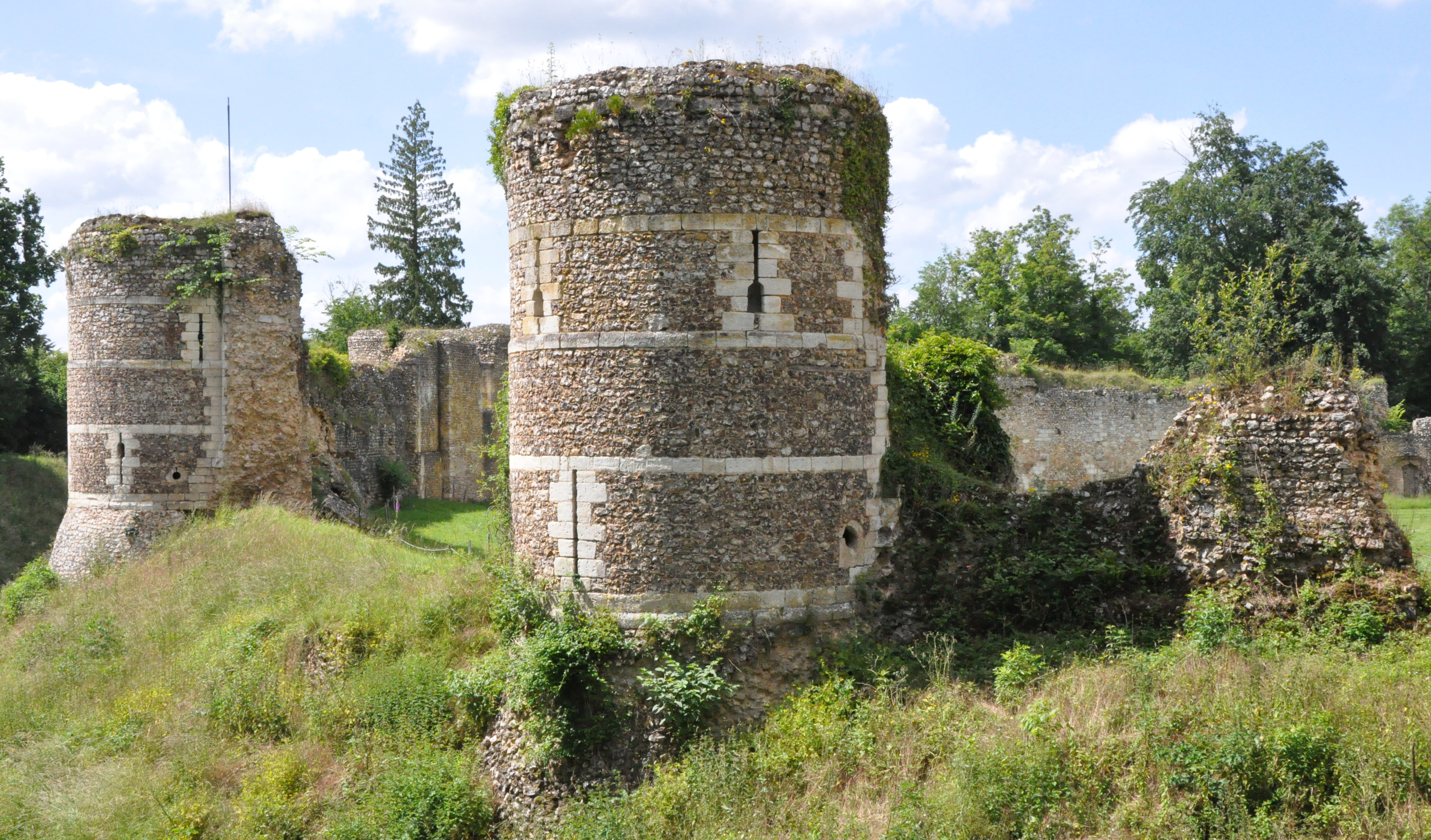
Castelo.

Harcourt é uma comuna francesa na região administrativa da Normandia, no departamento de Eure. Estende-se por uma área de 15,19 km². Em 2010 a comuna tinha 1 082 habitantes (densidade: 71,2 hab./km²).